# Thomas Wydler
Thomas Wydler, né le 9 octobre 1959 à Zurich, est un musicien suisse.

## Carrière

### Années 1980
En 1980, Christoph Dreher fonde Die Haut, un groupe allemand de post-punk à tendance expérimentale. Thomas Wydler, âgé de 21 ans, prend le rôle de batteur dans cette formation qui réalise de nombreuses collaborations.
Wydler participe à la réalisation de trois enregistrements : Schnelles Leben, un album de sept titres, sort en 1982. La même année, le groupe sort Der Karibische Western, un maxi de trois titres, sur lequel figure une collaboration avec Lydia Lunch, artiste importante de la scène post-punk. Burning The Ice, le premier véritable album de Die Haut, sort en 1983. Nick Cave, chanteur du groupe The Birthday Party, réputé violent et provocateur, signe le chant sur tous les titres. 
En 1984, Jochen Arbeit rejoint Die Haut, qu'il ne quittera qu'en 1997. Ce guitariste intégrera Einstürzende Neubauten, le groupe de Blixa Bargeld, au milieu des années 1990.
En 1985, Thomas Wydler quitte Die Haut (il ne reste à ce moment-là que Christopher Dreher, Rainer Lingk et Jochen Arbeit dans le groupe). Il rejoint Nick Cave and the Bad Seeds, le groupe créé sur les cendres de The Birthday Party. 
Wydler participe à la tournée d'avril 1985, durant laquelle le line up des Bad Seeds est fort perturbé : Blixa Bargeld, le guitariste, et Barry Adamson, le bassiste, sont absents et respectivement remplacés par Rowland S. Howard (ex-The Birthday Party) et Christoph Dreher (Die Haut). Mais dès juin 1985, Bargeld et Adamson reprennent leur place aux côtés de Nick Cave, Mick Harvey et Thomas Wydler et le groupe enregistre deux albums coup sur coup : Kicking Against the Pricks (1986) et, après le départ de Barry Adamson, Your Funeral... My Trial (1986). À l'automne 1986, Kid Congo Powers (guitare) et Roland Wolf (clavier) rejoignent le groupe.
C'est dans cette configuration à six que Nick Cave and the Bad Seeds enregistrent Tender Prey, qui sort en 1988.

### Années 1990
The Good Son, qui sort en 1990, est le premier album des Bad Seeds sur lequel Thomas Wydler signe toutes les pistes de batterie. Précédemment, Mick Harvey jouait toujours de la batterie sur quelques titres (pas en live, toutefois).
Kid Congo Powers quitte le groupe en 1990, et Conway Savage (piano) et Martyn P. Casey (basse) l'intègrent. Les Bad Seeds enregistrent Henry's Dream (1992), Live Seeds (1993) et Let Love In (1984) dans cette configuration à six. À part un titre sur Let Love In (Jangling Jack), où Mick Harvey s'installe à la batterie, Thomas Wydler s'occupe entièrement de la batterie et d'une grande partie des percussions sur ces trois enregistrements.
En 1994, Jim Sclavunos, un percussionniste, intègre le groupe. Sur scène, Thomas Wydler est à la batterie, et Jim Sclavunos s'entoure d'un important set de percussions. Durant la tournée de l'été 1994, Blixa Bargeld absent est remplacé par James Johnston. Il revient fin 1994.
En 1996, Murder Ballads sort. Wydler enregistre la batterie sur sept titres Sclavunos sur deux et Harvey sur un. Il s'agit du seul album où il est possible d'entendre Thomas Wydler chanter, puisqu'il enregistre quelques lignes de la chanson Death Is Not The End. Durant la tournée qui suit, Wydler et Sclavunos inversent leur rôle uniquement pour l'exécution de Stagger Lee : l'Américain s'assied derrière les fûts tandis que le Suisse joue des percussions.
Warren Ellis rejoint Nick Cave and the Bad Seeds en 1997. The Boatman's Call sort la même année et No More Shall We Part en 2001. Sur ces deux albums, Wydler s'occupe de toute la batterie, sur les enregistrements comme en live, à quelques exceptions près.

### Années 2000
Avec Nocturama (2003), le rôle de Thomas Wydler se réduit quelque peu. Il ne joue de batterie que sur six titres sur dix. En live, Sclavunos et Wydler se partagent la tâche.
Blixa Bargeld, pilier du groupe, quitte les Bad Seeds en 2003. James Johnston les intègre.
En 2004, le double album Abattoir Blues/The Lyre of Orpheus sort. Jim Sclavunos s'occupe du premier album qui est assez lourd, et Wydler du second, plus léger. Durant la tournée qui suit (Abattoir Blues Tour), pour la première fois, deux batteries sont montées sur scène, en plus d'un set réduit de percussions. Chaque batteur joue les chansons qu'il a enregistrées.
2004 est aussi l'année des débuts personnels de Thomas Wydler. Il enregistre avec Toby Dammit (batteur ayant joué avec, entre autres, Iggy Pop et les Swans) un album mêlant musique expérimentale et pop psychédélique : Morphosa Harmonia.
Son premier véritable album solo, Soul Sheriff, sort en 2007, année où il accompagne Mick Harvey durant sa tournée solo.
Avec Dig, Lazarus, Dig!!! (le premier album post-Grinderman des Bad Seeds), Thomas Wydler devient véritablement le second batteur du groupe, puisqu'il ne signe plus que trois pistes de batterie, s'occupant surtout de percussions. Durant la tournée qui suit (avant laquelle James Johnston se sépare des Bad Seeds), le groupe joue à nouveau avec deux batteries. Sur le premier titre de chaque concert (Night of the Lotus Eaters), Thomas Wydler joue des percussions tandis que Jim Sclavunos et Mick Harvey jouent ensemble de la batterie. Durant le reste du concert, Sclavunos et Wydler alternent. La forte présence de l'Américain sur les titres récents est compensée par le jeu du Suisse sur les titres plus anciens.
Avec le départ en janvier 2009 de Mick Harvey, véritable organe vital du groupe pendant 25 ans, aussi bien au niveau des instruments que du mixage et de la production, mais dont le rôle s'était peu à peu réduit au profit de Warren Ellis, Nick Cave est le dernier membre fondateur du groupe, et Thomas Wydler le plus ancien instrumentiste. Plus qu'un groupe dont quelques membres ont formé Grinderman, un projet parallèle, les Bad Seeds apparaissent alors comme une version élargie de Grinderman, Wydler et Savage (absent de l'enregistrement de Dig, Lazarus, Dig!!! et très discret en concert) étant les seuls à ne pas faire partie de Grinderman. Pour la tournée de l'été 2009, Ed Kuepper, guitariste du groupe The Saints, remplace Mick Harvey.

## Matériel et style
Wydler joue généralement en prise tambour avec des baguettes Pro-Mark, sur une batterie de marque Brady et des cymbales Sabian. Dans le passé, Thomas Wydler a utilisé Tama pour les fûts et Zildjian pour les cymbales.
Thomas Wydler est un batteur très sobre, plutôt léger, qui joue assez régulièrement avec des balais. N'utilisant presque jamais les toms, son jeu est centré sur la caisse claire. 

## Image
Thomas Wydler est extrêmement discret, comme d'autres Bad Seeds (Conway Savage, Martyn P. Casey). Il ne donne pas d'interviews, ne possède pas de site internet personnel, n'est presque jamais référencé sur les sites de batterie ou sur les sites des marques qu'il utilise. Dans les clips et en concert, il ne fait preuve d'aucune extravagance.

## Discographie

### Avec Die Haut
| Schnelles Leben        | 1982 | mini-LP                |
| Der Karibische Western | 1982 | 12″                    |
| Burnin' The Ice        | 1983 | LP (chant : Nick Cave) |

### Avec Nick Cave and the Bad Seeds
| Kicking Against the Pricks         | 1986 | Album studio               |
| Your Funeral... My Trial           | 1986 | Album studio (double EP)   |
| Tender Prey                        | 1988 | Album studio               |
| The Good Son                       | 1990 | Album studio               |
| Henry's Dream                      | 1992 | Album studio               |
| Live Seeds                         | 1993 | Album live                 |
| Let Love In                        | 1994 | Album studio               |
| Murder Ballads                     | 1996 | Album studio               |
| The Boatman's Call                 | 1997 | Album studio               |
| The Best of                        | 1998 | Compilation                |
| No More Shall We Part              | 2001 | Album studio               |
| Nocturama                          | 2003 | Album studio               |
| Abattoir Blues/The Lyre of Orpheus | 2004 | Double album studio        |
| B-Sides and Rarities               | 2005 | Triple compilation         |
| The Abattoir Blues Tour            | 2007 | Album live (2 CD et 2 DVD) |
| Dig, Lazarus, Dig!!!               | 2008 | Album studio               |
| Push the Sky Away                  | 2013 | Album studio               |

### Autres
| Overflow                  | 1997 | (toutes les batteries de cet album de Theo Hakola) |
| Tribute To Walter Stöhrer | 2002 | Album studio (avec Martin Peter et Yoyo Röhm)      |
| Morphosa Harmonia         | 2004 | Album studio (avec Toby Dammit)                    |
| Soul Sheriff              | 2007 | Album studio                                       |
| Down Baby Down            | 2013 | (Toutes les batteries de cet album de Gemma Ray)   |